# Rhipidure hochequeue
Rhipidura leucophrys
Vous lisez un « article de qualité » labellisé en 2011.
Espèce
Statut de conservation UICN

 LC  : Préoccupation mineure
Le Rhipidure hochequeue (Rhipidura leucophrys) est une espèce de passereaux appartenant à la famille des Rhipiduridae. Il est originaire d'Australie, de Nouvelle-Guinée, des Îles Salomon, de l'archipel Bismarck et de l'est de l'Indonésie. C'est un oiseau commun et familier dans une grande partie de son territoire ; il vit dans des habitats très divers, mais ne fréquente pas les forêts denses. Il mesure de 19 à 21,5 cm de longueur et a un plumage contrasté, avec les parties supérieures noires et le ventre blanc. Mâles et femelles ont un plumage similaire.
C'est un insectivore qui passe beaucoup de temps à chasser des proies dans un habitat ouvert. Son nom commun est dérivé de son habitude à remuer sa queue horizontalement lorsqu'il est en quête de nourriture sur le terrain. Agressif et territorial, il harcèle souvent les oiseaux beaucoup plus grands que lui, comme le Martin-chasseur géant et l'Aigle d'Australie. Cette espèce s'est bien adaptée à la modification du paysage par les humains, et elle est commune sur les pelouses des parcs et jardins en milieu urbain.
On distingue trois sous-espèces : leucophrys, au centre et au sud de l'Australie, picata, la plus petite, au nord de l'Australie, et melaleuca, la plus grande, en Nouvelle-Guinée et sur les îles à proximité. Malgré son apparence, le Rhipidure hochequeue n'a pas de rapport avec les bergeronnettes du genre Motacilla. Il a longtemps fait partie du groupe de base des corvidés, qui comprend les corneilles, les corbeaux, les drongos et les oiseaux de paradis. Après l'avoir placé dans la famille des Dicruridae, les autorités le considèrent en 2011 comme suffisamment distinct pour justifier l'existence de sa propre famille, les Rhipiduridae.
Il est largement connu dans le folklore autochtone, soit comme porteur de mauvaises nouvelles, soit comme voleur de secrets.

## Description

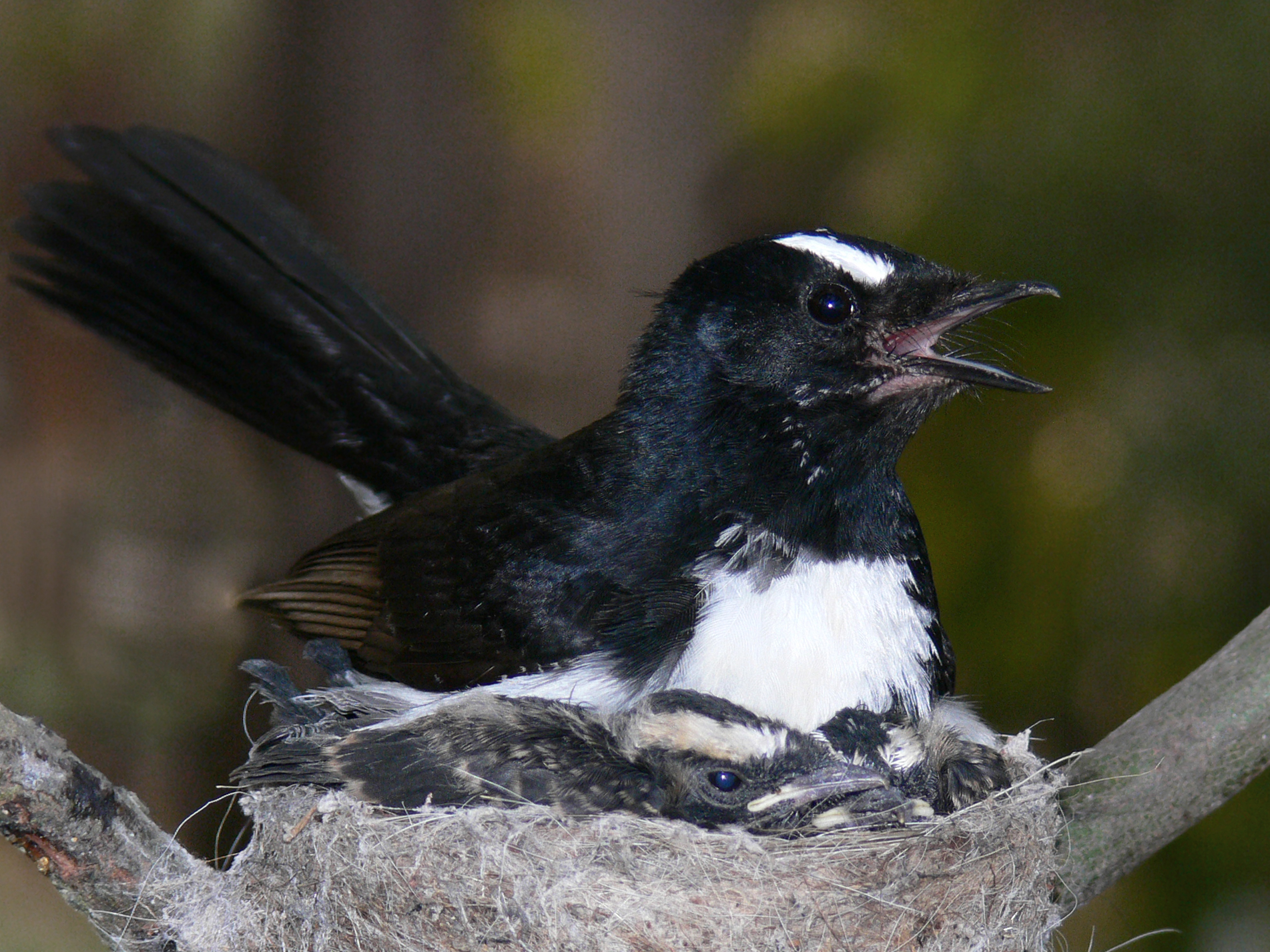
De près, le sourcil blanc est bien visible.

Le Rhipidure hochequeue adulte mesure entre 19 et 21,5 cm de longueur, avec une queue longue de 10 à 11 cm, et pèse de 17 à 24 g. Le bec est mince et mesure environ 1,8 cm de long ; il se termine par un petit crochet. Cette espèce a des pattes plus longues que d'autres rhipidures, ce qui est peut-être une adaptation à la recherche de nourriture sur le sol.
Le mâle et la femelle ont un plumage similaire : la tête, la gorge, le haut de la poitrine, les ailes, le dos et la queue sont noirs, avec les parties inférieures, les « moustaches » et les sourcils blancs. Les pattes et le bec sont noirs et l'iris est brun.
Dans leur première année, les oiseaux immatures qui ont effectué la mue de leur plumage juvénile peuvent avoir le bout des plumes des ailes plus pâle tandis que les jeunes qui n'ont pas mué ont un plumage plus terne, leurs parties supérieures étant brunes avec quelques taches beiges sur la tête et la poitrine.

## Écologie et comportement

### Chant
Le Rhipidure hochequeue est très « bavard » et émet un certain nombre de vocalisations distinctes. Son appel le plus caractéristique est un tchit-tchit-tchit-tchit rapide, qui est émis pour décourager les agresseurs potentiels pénétrant sur son territoire mais semble aussi servir à signaler à son compagnon une menace potentielle dans le voisinage pour leur descendance. John Gould relate que ce cri ressemble au bruit d'un hochet ou à celui « des petits engrenages d'une machine à vapeur ».
Le répertoire de cette espèce comprend aussi des chants plus mélodieux. Dans son livre What Bird is That? (1935), Neville Cayley décrit le chant du Rhipidure hochequeue comme « un chant agréable ressemblant à celui d'une douce et jolie petite créature, souvent entendue au cours de la journée ou de la nuit, surtout les nuits de lune ».

### Comportement

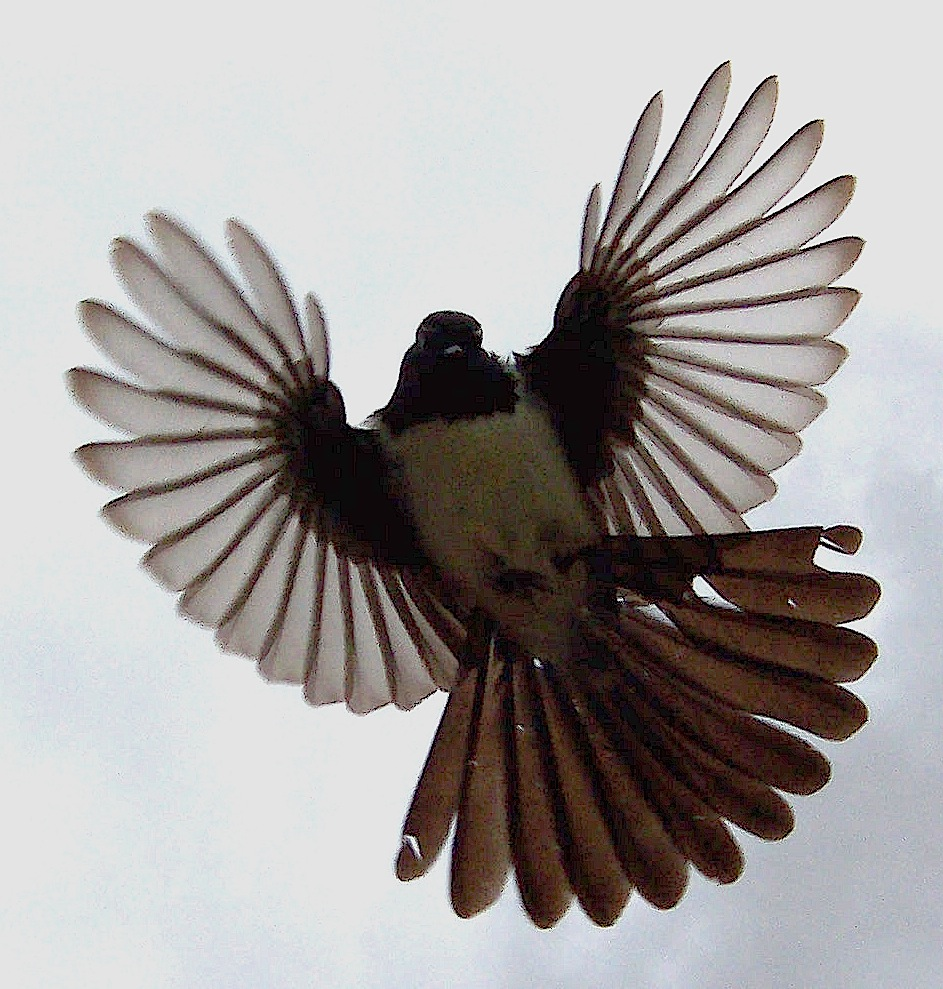
En vol.

Le Rhipidure hochequeue est presque toujours en mouvement et prend rarement plus de quelques instants de repos durant la journée. Perché, il agite la queue de gauche à droite, tout en s'affairant à la recherche d'une proie. Il vit le plus souvent seul ou en couple même s'il est susceptible de former de petits groupes. Contrairement à d'autres rhipidures, il passe la plus grande partie de son temps au sol. En vol, il a de grands battements d'ailes, entrecoupés de petits battements rapides. Il agite la queue de façon caractéristique à l'atterrissage après un vol court.
Cet oiseau est territorial et peut se montrer très courageux pour la défense de son territoire, chassant non seulement les petits oiseaux, mais aussi nombre d'espèces plus grandes telles que le Cassican flûteur (Gymnorhina tibicen), le Corbeau d'Australie (Corvus coronoides), le kookaburra (Dacelo novaeguineae) ou l'Aigle d'Australie (Aquila audax). Il peut même attaquer les chiens et les chats domestiques. On l'a également observé harceler des tortues à long cou (Chelodina longicollis) et des serpents-tigres (Notechis) en Australie-Occidentale. Lorsqu'il s'en prend à un adversaire, il évite de se mettre de face et attaque par l'arrière. Mâles et femelles peuvent se comporter ainsi et généralement de façon plus intense à la saison de reproduction. Un couple va placer des limites et défendre son territoire contre les autres couples selon un rituel bien organisé ; ce territoire peut couvrir de un à trois hectares. En cas d'intrusion, la défense du territoire peut s'effectuer en couple : un des deux oiseaux reste immobile pendant que l'autre tourne autour de l'ennemi et l'attaque à plusieurs reprises avant que les rôles ne soient inversés, les deux partenaires vocalisant durant tout ce temps. Le rhipidure étale ses sourcils blancs dans les moments d'agressivité, et peut les rétracter pour les rendre moins visibles en signe de soumission ou d'apaisement.

### Alimentation

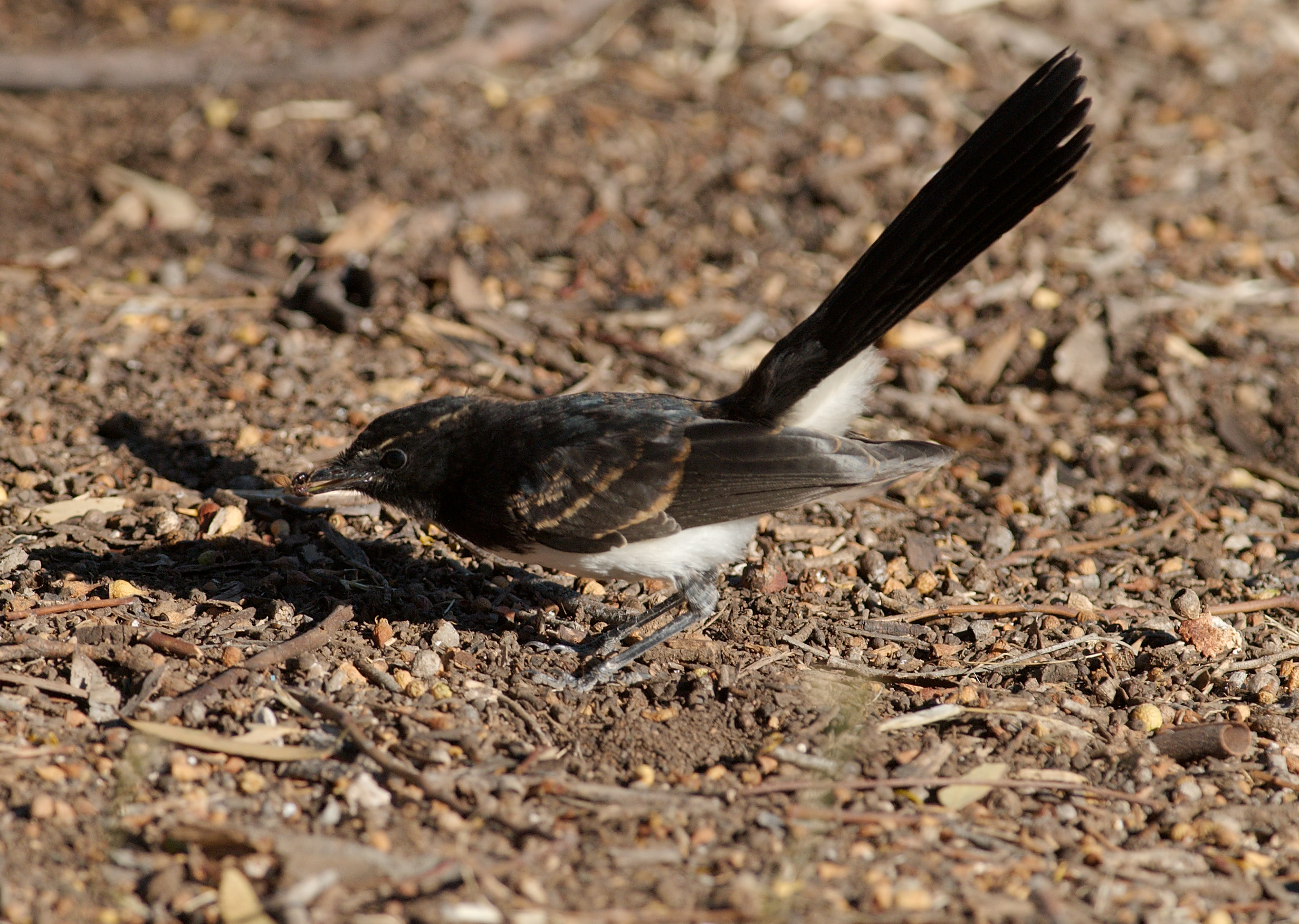
Juvénile à la recherche de nourriture sur le sol.

Le Rhipidure hochequeue se tient sur les branches basses, les clôtures, les poteaux, etc. et, de là, observe et essaie de repérer insectes et autres petits invertébrés passant à proximité tant dans les airs que sur le sol. Généralement, il chasse les insectes volants comme les mouches et les petits papillons en vol mais parfois les attrape au sol. Il sautille ou voltige souvent derrière les humains et les animaux comme les bovins, les moutons ou les chevaux lorsqu'ils marchent sur les aires gazonnées pour attraper les petits animaux dérangés par leur passage. Il remue la queue horizontalement tout en cherchant sa nourriture. Le but exact de ce comportement est inconnu mais on pense qu'il l'aide à faire envoler les insectes cachés dans la végétation et ainsi les rendre plus faciles à attraper. Ce rhipidure se nourrit aussi des tiques trouvées sur la peau des animaux comme les bovins ou les porcs ; on rapporte même le cas d'une capture de parasites sur des lions qui dormaient dans un zoo. Il tue ses proies en les frappant contre une surface dure ou en les tenant, leur arrachant les ailes avant de consommer la partie comestible.
Son adaptabilité et son régime alimentaire opportuniste l'ont probablement aidé à vivre près des habitations humaines, où il consomme une grande variété d'arthropodes comme des papillons, des mouches, des coléoptères, des libellules, des araignées et des mille-pattes. Une étude à Madang, sur la côte nord de la Papouasie-Nouvelle-Guinée, a montré qu'il pouvait tuer de petits lézards comme les scinques et les geckos. On a retrouvé des vertèbres caudales de ces lézards dans ses fèces mais il est difficile de savoir si l'oiseau avait mangé l'animal entier ou simplement la queue. Quoi qu'il en soit, les lézards ne sont qu'une proie très occasionnelle, formant entre 1 et 3 % de sa ration totale. Les témoignages de l'étude faite à Madang suggèrent que le Rhipidure hochequeue nourrit sélectivement ses oisillons avec des proies plus grosses que celles qu'il consomme pour lui.

### Reproduction

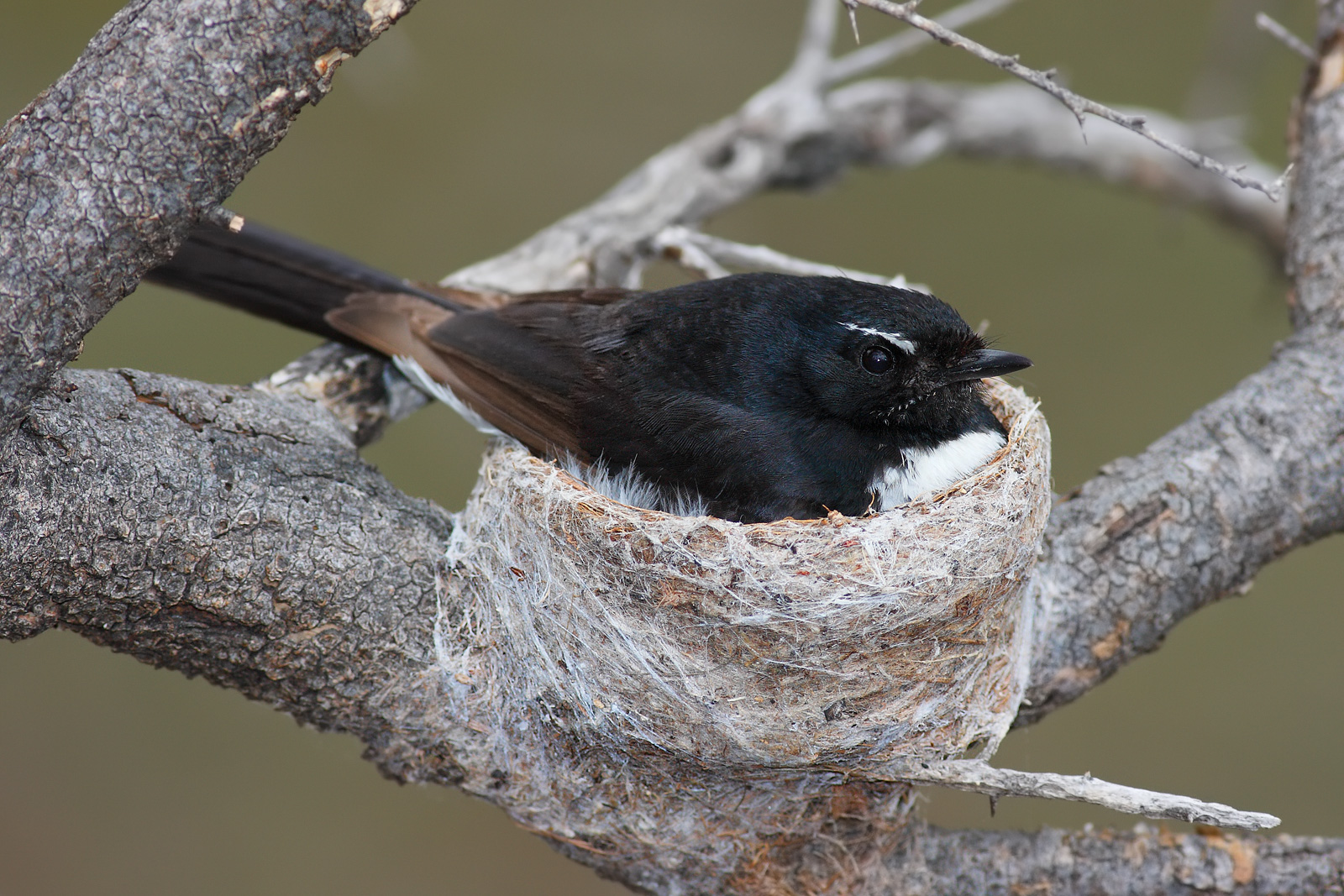
Rhipidure hochequeue couvant.

Le Rhipidure hochequeue forme habituellement un couple pour la vie. La saison de reproduction dure de juillet à décembre, le plus souvent après la saison des pluies dans les régions les plus sèches. Il peut y avoir jusqu'à quatre couvées au cours de cette période. Le nid, en forme de coupe, est placé en évidence sur une branche loin des feuilles et du sommet, à moins de 5 m au-dessus du sol. Il peut être installé aussi sur des chevrons ou sous des avant-toits. On a observé qu'il était souvent construit au voisinage de celui de la Gralline pie (Grallina cyanoleuca), peut-être pour profiter du voisinage et de l'agressivité de cette dernière envers les intrus. De même, il n'a pas peur de construire son nid à proximité des habitations humaines.
Le nid est constitué de tiges d'herbe, de bandes de matériaux fibreux, comme des fibres d'écorces et autres, qui sont liés  avec des toiles d'araignée. Il peut même contenir des poils de chiens et de chats. La femelle pond de deux à quatre petits œufs blanc-crème avec des marques brunes mesurant 16 × 21 mm et les couve pendant 14 jours. Comme tous les passereaux, les oisillons sont nidicoles. Ils naissent nus et sans défense, les yeux fermés. Les deux parents prennent part à l'alimentation des jeunes, et peuvent continuer à le faire lors de la couvaison suivante. Les oisillons restent au nid pendant environ 14 jours avant l'envol. Au moment de quitter le nid, ils restent cachés dans le feuillage situé à proximité pendant un jour ou deux avant de s'aventurer plus loin, jusqu'à 20 mètres le troisième jour. Les parents arrêtent de les nourrir à la fin de la deuxième semaine hors du nid, quand les jeunes oiseaux fourragent de plus en plus pour eux-mêmes, puis peu après, les chassent du territoire.

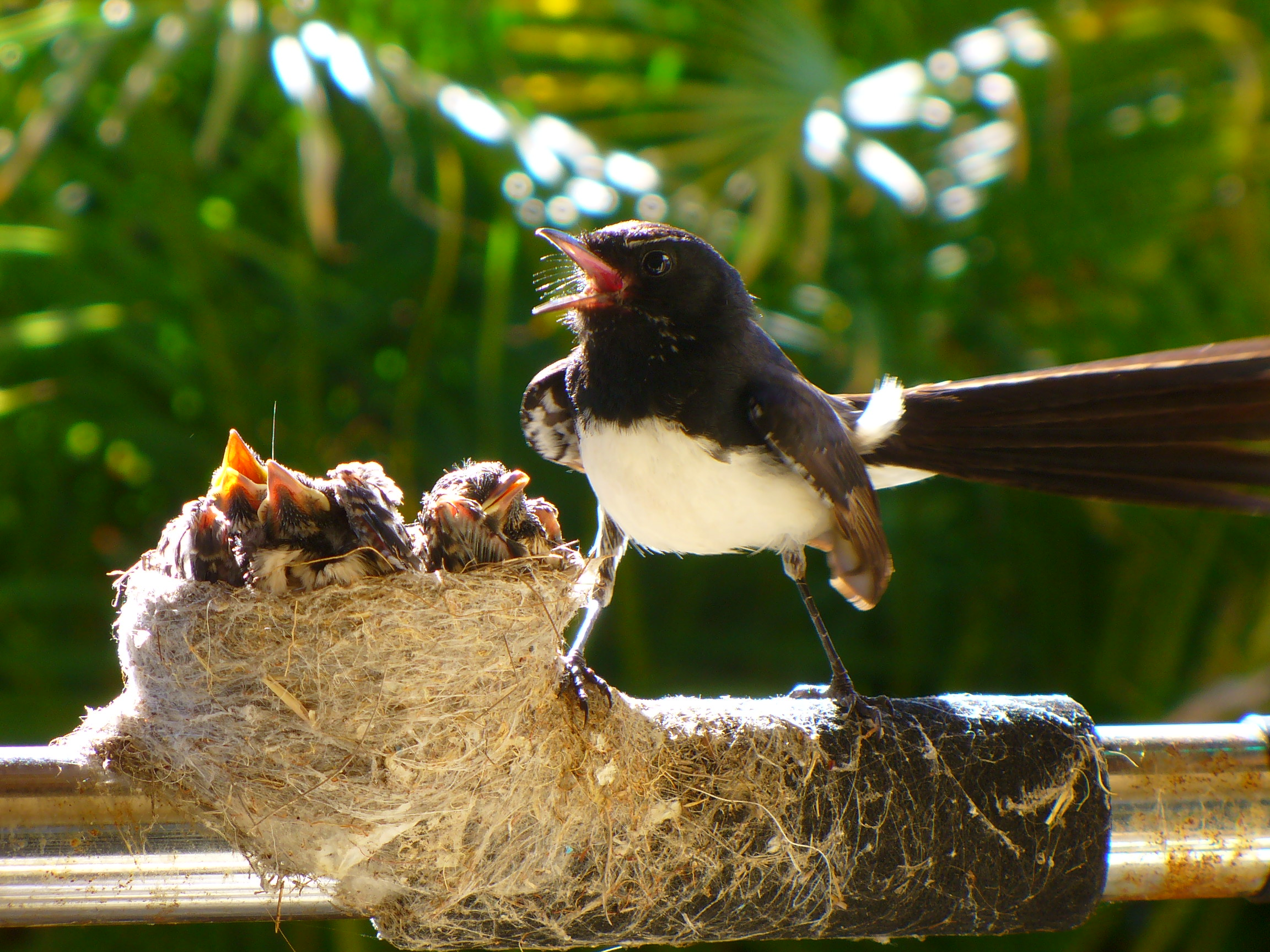
Un nid gardé par son propriétaire.

La femelle du Coucou pâle (Cuculus pallidus) pond ses œufs dans le nid du Rhipidure hochequeue mais ce dernier reconnaît souvent les œufs étrangers et les éjecte, ce qui fait que ce parasitisme de couvée a peu de succès. On a rapporté aussi un parasitisme par le Coucou à éventail (Cacomantis flabelliformis), le Coucou des buissons (C. variolosus), le Coucou de Horsfield (Chrysococcyx basalis) et le Coucou éclatant (C. lucidus).
Bien que le Rhipidure hochequeue soit une espèce répandue, les prédateurs détruisent beaucoup d'œufs et de jeunes. Seulement environ deux tiers des œufs éclosent et un tiers des oisillons quittent le nid. Les oisillons peuvent être la proie du Cassican à gorge noire (Cracticus nigrogularis), du Cassican des mangroves (C. quoyi), du Drongo pailleté (Dicrurus bracteatus) et du Grand Réveilleur (Strepera graculina) ainsi que des chats sauvages et de rats. Les nids construits à proximité des habitations humaines peuvent être aussi détruits par les enfants.

## Répartition et habitat

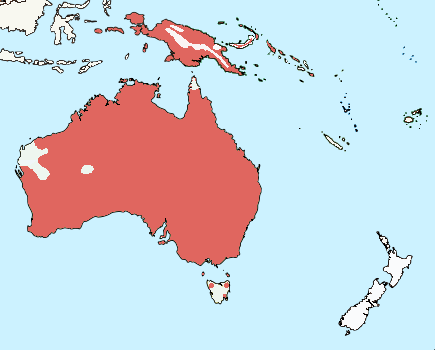
Répartition du rhipidure hochequeue en Océanie.

On trouve le Rhipidure hochequeue en abondance dans presque toute l'Australie et la Nouvelle-Guinée, sur les îles Salomon, l'archipel Bismarck et dans l'est de l'Indonésie. En Australie, il est très souvent sédentaire bien qu'on ait observé des mouvements saisonniers dans certaines régions. On le trouve ainsi en automne et en hiver au nord-est de la Nouvelle-Galles du Sud et au sud-est du Queensland, ainsi qu'autour du golfe de Carpentarie et à l'extrême nord de la péninsule du cap York. Il est vagabond en Tasmanie et peut à l'occasion atteindre l'île Lord Howe. Le déplacement record a été observé sur l'île Mangere dans l'archipel des Chatham à l'est de la Nouvelle-Zélande en 2002. Autour de 1922, le Rhipidure hochequeue avait été lâché à Hawaï pour contrôler les insectes nuisibles au bétail, mais son introduction a échoué et sa dernière observation a été effectuée à Koko Head en 1937.
On le trouve dans une grande variété d'habitats mais il évite les zones densément boisées telles que la forêt tropicale. Il préfère les forêts semi-ouvertes ou les prairies parsemées d'arbres, souvent à proximité de zones humides ou de plans d'eau. En Nouvelle-Guinée, il habite les clairières et les prairies artificielles, ainsi que des forêts ouvertes et les mangroves. Sur Guadalcanal, on l'a signalé dans les zones ouvertes et les cocoteraies. Il s'est bien adapté à la modification du paysage par les humains et on la voit souvent chasser dans les aires ouvertes gazonnées comme les pelouses, jardins, parcs et terrains de sport. Les individus vivant dans le Wheatbelt se trouvent dans les zones défrichées pour l'agriculture.

## Taxonomie

### Description et classification
Il a été décrit par l'ornithologue John Latham en 1801 sous le nom de Turdus leucophrys. Son épithète spécifique dérive du mot grec ancien λευκός (leükos) pour « blanc » et ὀφρῦς (o̍phrŷs) signifiant « sourcil ». Parmi d'autres anciens noms scientifiques figurent Muscicapa tricolor par Vieillot, des binômes placés dans un genre nommé Sauloprocta, ou encore Rhipidura motacilloides donné par les naturalistes Nicholas Aylward Vigors et Thomas Horsfield en 1827, qui ont créé le genre Rhipidura. Ce nom de genre dérive du grec ancien ριπίδι (ripídi) signifiant « éventail » et de ουρά (oura) « queue ».
En Australie, il porte de nombreux noms autochtones qui sont des onomatopées, fondées sur son chant. Il est appelé djididjidi par les habitants du Kimberley et djigirridjdjigirridj en gunwinggu dans l'ouest de la Terre d'Arnhem. Dans le centre de l'Australie, au sud-ouest d'Alice Springs, son nom pitjantjatjara est tjintir-tjintir(pa). Chez les Kamilaroi, il est appelé thirrithirri. Sur l'île de Bougainville, il est appelé tsiropen en langue bannoni sur la côte ouest et maneka dans la région Awaipa du district de Kieta.
Il ne s'apparente pas aux bergeronnettes eurasiennes de la famille des Motacillidae. Il est membre du genre Rhipidura que certaines autorités classent encore comme sous-famille des Rhipidurinae au sein de la famille des Dicruridae, avec les monarques, tandis que d'autres considèrent ce genre comme suffisamment distinct pour avoir sa propre famille. Les premières recherches moléculaires à la fin des années 1980 et au début des années 1990 ont révélé que ces oiseaux appartiennent à un grand groupe d'oiseaux, principalement australasiens, comprenant de nombreux passereaux tropicaux et australiens. Plus récemment, ce groupement a été affiné et les rhipidures ont été classés dans les Corvidae « de base » avec les corneilles, les corbeaux, les pies-grièches, les oiseaux de paradis, les monarques et les drongos.

### Sous-espèces
Trois sous-espèces sont décrites :
- R. l. leucophrys présente dans les trois-quarts méridionaux de l'Australie continentale ; c'est la sous-espèce nominale et la plus répandue en Australie. Il existe des nuances négligeables au niveau du plumage chez cette sous-espèce et peu entre les trois, qui ont des plumages très semblables[2].
- R. l. melaleuca (Quoy & Gaimard, 1830) des Moluques, de Papouasie occidentale, de Nouvelle-Guinée, de l'archipel Bismarck, de Bougainville et des Salomon ; cette sous-espèce a été décrite par les naturalistes français Jean René Constant Quoy et Joseph Paul Gaimard en 1830 sous le protonyme de Muscipeta melaleuca et appelée « Moucherolle noir et blanc »[45]. Elle est beaucoup plus grande que les deux autres avec des moustaches et un bec plus longs[46]. Son nom de sous-espèce dérive du grec ancien μέλας (melas) « noir » et λευκός (leükos) « blanc »[31].
- R. l. picata a été décrite par John Gould en 1848[47]. On la trouve dans le nord de l'Australie, du nord de l'Australie-Occidentale au Queensland. Elle a les ailes plus courtes et leur longueur varie entre les latitudes 18 et 22° sud à travers le continent australien où cette sous-espèce forme une intergradation avec la sous-espèce leucophrys[48]. La dénomination subspécifique picata vient du latin et signifie « couvert de poix ».

## Le Rhipidure hochequeue et l'Homme
Le Rhipidure hochequeue fait partie du folklore aborigène australien. Les tribus autochtones de certaines régions du sud-est de l'Australie, comme les Ngarrindjeri de la partie inférieure du fleuve Murray et le peuple narungga de la péninsule de Yorke le considéraient comme porteur de mauvaises nouvelles. Ils pensaient qu'il pouvait voler les secrets d'une personne en s'attardant autour des camps pour écouter discrètement les conversations, aussi les femmes restaient bouche cousue en présence d'un Rhipidure hochequeue,. Les populations du Kimberley avaient une croyance assez semblable : ils pensaient que ce rhipidure informait l'esprit des morts si leur famille encore vivante parlait en mal d'eux. Ils le considéraient aussi comme le plus intelligent de tous les animaux. Son intelligence est aussi retrouvée dans un conte en langue tinputz de l'île de Bougainville, où Singsing Tongereng (le Rhipidure hochequeue) remporte le concours de l'oiseau qui peut voler le plus haut en ayant voyagé sur le dos d'un aigle avant de s'envoler. Toutefois, les Gunwinggu de l'ouest de la Terre d'Arnhem en avaient une image différente et le considéraient comme un menteur et une pipelette. Dans une légende du peuple yinjibarndi dans le centre et l'ouest du Pilbara, il est censé avoir volé le feu et essayé de l'éteindre dans la mer, et être en mesure de faire lever la tempête lorsqu'il a peur.
Le peuple kalam des hauts plateaux de Nouvelle-Guinée l'appelait konmayd et le considérait comme un oiseau de bon augure : s'il venait jacasser quand un nouveau jardin était labouré, la récolte serait bonne. On dit qu'il prenait soin des porcs en les picorant et les appelant autour de lui. Il pouvait aussi être la manifestation de l'âme des parents décédés. Appelée kuritoro dans les hautes terres de l'est de la Nouvelle-Guinée, son comportement était important dans la cérémonie de deuil d'une veuve. Si, cette dernière offrait des fleurs de bananier à son mari défunt, les rhipidures se mettaient à chanter à proximité, cela était censé confirmer que l'âme du défunt avait bien reçu l'offrande.
Un conte de la région de Kieta sur l'île de Bougainville rapporte que maneka, le Rhipidure hochequeue, répond en écho au bord des cours d'eau à une fille légendaire à la recherche de sa mère morte noyée en essayant de traverser une rivière en crue pendant une tempête.
L'oiseau a été représenté sur des timbres des îles Palau et Salomon et figure aussi dans la littérature enfantine australienne, dans les romans tels que Dot and the Kangaroo (1899), Blinky Bill Grows Up (1935) et Willie Wagtail and Other tales (1929).